# Edelstenenwijk (Heerhugowaard)
De Edelstenenwijk is een woonwijk in Heerhugowaard, de grootste van de gemeente Dijk en Waard, gelegen in het westen van de agglomeratie. De wijk heeft een eigen wijkcentrum en heeft veel groen.
In de jaren zeventig kwam de wijk gereed. Toen als voornamelijk huurwoningen, maar inmiddels zijn deze woningen voor het overgrote deel verkocht. De wijk is ingericht als woonerf, zonder de bijbehorende regels. Door de wijk loopt een grotere weg die de 'erven' met elkaar verbindt.